# تیان‌شوی‌های
تیان‌شوی‌های (انگلیسی: Tianshuihai) شهری است در منطقه اقصی چین، در سین‌کیانگ کشور چین. تیان‌شوی‌های در ارتفاع ۴۸۹۰ متر از سطح دریا واقع شده‌است و از معدود سکونتگاه‌های انسانی در اقصی چین است.
یک پایگاه نظامی ارتش آزادی‌بخش خلق در این شهر مستقر است. بزرگراه ملی ۲۱۹ چین، که به عنوان بزرگراه سین‌کیانگ-تبت شناخته می‌شود، از شهر عبور می‌کند و آن را با لهاسا و شهرستان کارگیلیک متصل می‌کند.
تیان‌شوی‌های ۵۷۵ کیلومتر دورتر از نقطه شروع بزرگراه ملی ۲۱۹ واقع شده‌است. این نقطه شروع در در شهرستان کارگیلیک قرار دارد. با توجه به ارتفاع زیاد، تعداد ساکنان این شهر دورافتاده کم است، اما چند رستوران، مسافرخانه کوچک و پمپ بنزین در این شهر وجود دارد.